# Millicent Sutherland-Leveson-Gower, Duchess of Sutherland

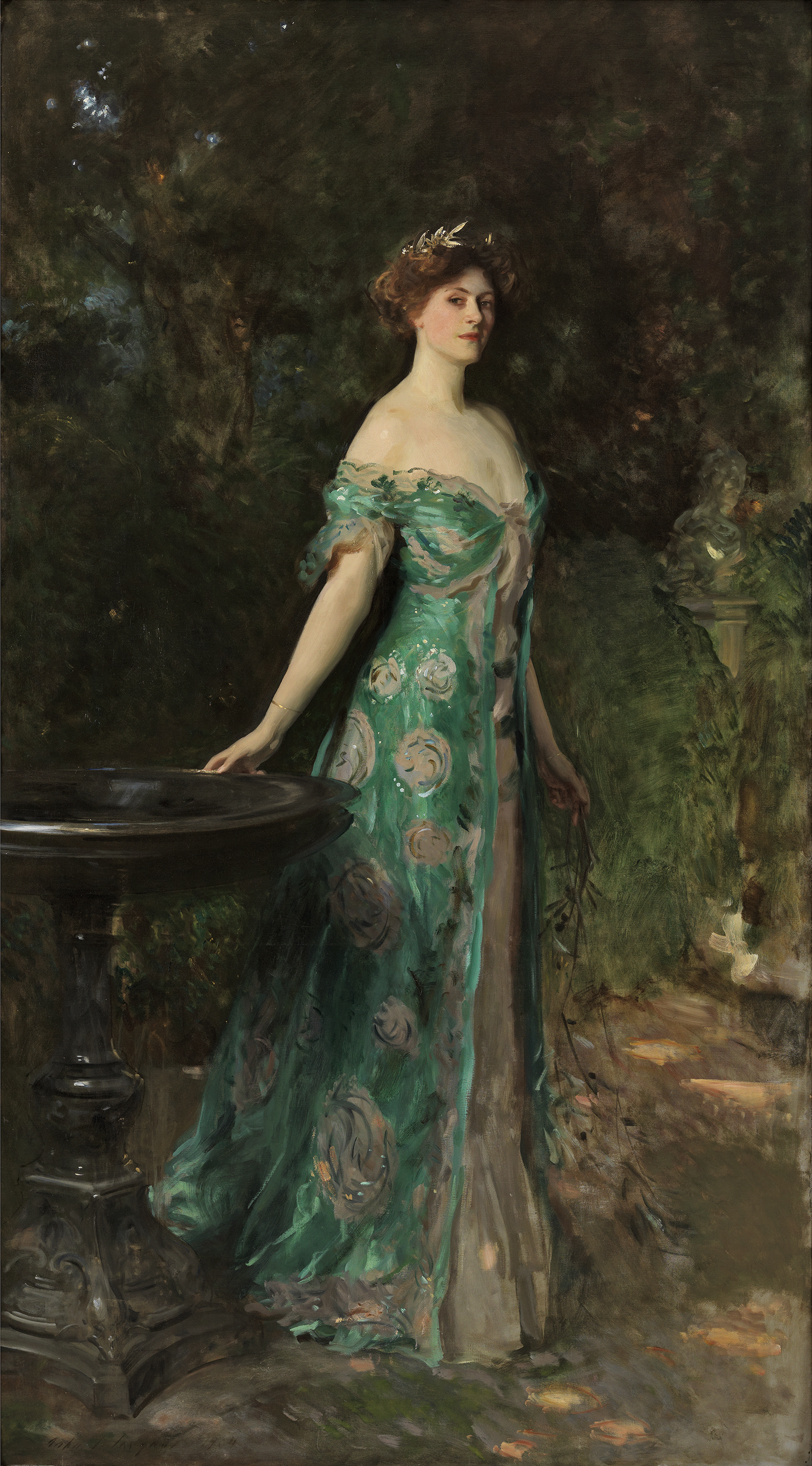
John Singer Sargent: Millicent Sutherland-Leveson-Gower, Duchess of Sutherland, Öl auf Leinwand, 1904

Millicent Fanny Sutherland-Leveson-Gower, Duchess of Sutherland CBE (geborene St. Clair-Erskine, * 20. Oktober 1867 in Dysart, Fife; † 20. August 1955 ebenda) war eine britische Gesellschaftsdame und Sozialreformerin.

## Leben
Lady Millicent war die älteste Tochter des reichen Grundbesitzers und Politikers Robert Francis St. Clair-Erskine, 4. Earl of Rosslyn (1833–1890) und seiner Ehefrau Lady Blanche Adeliza Fitzroy (1839–1933), eine Tochter von Henry Fitzroy und Jane Elizabeth Beauclerk.
Am 20. Oktober 1884 heiratete Lady Millicent in Knightsbridge, London, den schottischen Aristokraten Cromartie Sutherland-Leveson-Gower, Earl of Sutherland, den ältesten überlebenden Sohn von George Sutherland-Leveson-Gower, 3. Duke of Sutherland und Anne Hay-Mackenzie, 1. Countess of Cromartie. Ihr Gatte erbte 1892 den Titel des 4. Duke of Sutherland. Das Paar lebte auf Dunrobin Castle, wo auch ihr Ehemann 1913 nach längerer Krankheit starb. Aus der Ehe, die allen Berichten zufolge glücklich verlief, gingen vier Kinder hervor:
- Lady Lady Victoria Elizabeth Sutherland-Leveson-Gower (1885–1888)
- George Granville Sutherland-Leveson-Gower, 5. Duke of Sutherland (1888–1963), ⚭ (1) 1912 Lady Eileen Gwladys Butler (1891–1943), ⚭ (2) 1944 Clare Josephine O’Brian (1903–1998)
- Lord Alastair Sutherland-Leveson-Gower (1890–1921) ⚭ 1918 Elizabeth Hélène Gardner Demarest (1892–1931)
- Lady Rosemary Millicent Sutherland-Leveson-Gower (1893–1930 bei einem Flugzeugabsturz) ⚭ 1919 William Humble Eric Ward, 3. Earl of Dudley (1894–1969). Vor ihrer Heirat war sie die Geliebte von Edward, Prince of Wales dem späteren König Eduard VIII.[1]

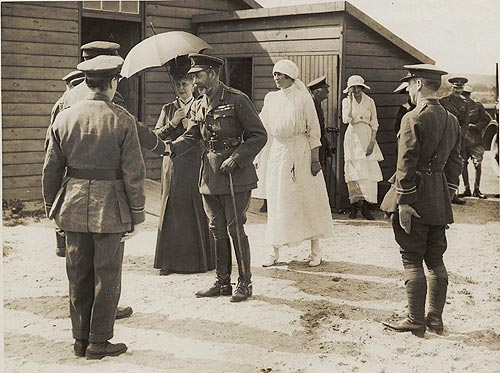
König Georg V. und Königin Mary besichtigen das Lazarett in Calais

Während ihrer Ehe engagierte sich Lady Millicent in mehreren karitativen Organisationen, unter anderem Highland Home Industries (Harris Tweed) – ein großes Anliegen lag in der Schulbildung und im Krankenwesen. Neben der Krankenpflege kümmerte sie sich auch um die soziale Not der Menschen. Sie setzte sich für die Abschaffung bleihaltiger und damit giftiger Farben (Glasuren) bei der Keramikherstellung ein. Diese Aktivitäten brachten ihr den Spitznamen „Meddlesome Millie“ (etwa: aufdringliche Millie) ein.
Während des Ersten Weltkriegs gründete und leitete Lady Millicent, als Schwester Millicent, zuerst in Wimereux und später in Calais ein Lazarett für verwundete Soldaten. Hier lernte sie auch die Ärztin Louisa Garrett Anderson kennen.
1914 heiratete sie in zweiter Ehe den Brigadier-General der British Army Percy Desmond FitzGerald (1873–1933). Die Ehe blieb kinderlos und wurde 1919 annulliert. 1919 heiratete sie in dritter Ehe den Lieutenant-Colonel der British Army George Ernest Hawes († 1946). Die Ehe blieb kinderlos und wurde 1925 annulliert.

## Name in verschiedenen Lebensphasen
- 1867–1884 Lady Millicent St. Clair-Erskine
- 1884–1892 Millicent Sutherland-Leveson-Gower, Countess of Sutherland
- 1892–1913 Millicent Sutherland-Leveson-Gower, Duchess of Sutherland
- 1913–1914 Millicent Sutherland-Leveson-Gower, Dowager Duchess of Sutherland
- 1914–1919 Lady Millicent FitzGerald
- 1919–1955 Lady Millicent Hawes

## Orden und Ehrenzeichen
- Commander des Order of the British Empire (CBE)
- Royal Red Cross (RRC)
- Croix de guerre
- Offizier der französischen Ehrenlegion

## Erwähnenswertes
- Ihre Halbschwester, Lady Frances Evelyn Maynard (1861–1938), spätere Countess of Warwick, war die Mätresse von König Eduard VII. von Großbritannien.